# Lista de episódios de Wingin' It
Aqui, há um anexo com todos os episódios de Anjo da Guarda, série em live-action do Gloob, original da Family Channel. Anjo da Guarda possui três temporadas, a primeira contém 13 episódios, começando por "O Caso do Basquete" e terminando em "Dentro e Fora do Palco". A Segunda temporada é a mais longa com 28 episódios, começando com "Enfeitiçado" e terminando com "Sozinho em Casa com o Carl". A Terceira, mais curta e última temporada, possui 10 episódios, começando com "Esquece Isso" e finalizando com "Viva e Deixe Voar". Foram escalados mais 8 episódios à 3ª temporada, mas nada foi confirmado sobre isso. Curiosamente, a terceira temporada foi exibida primeiro no Brasil. Na sessão de mesmo nome, as datas de exibição original, são as de que apresentaram originalmente no Family Channel. A Segunda Temporada, na época de gravações foi dividida em duas, a 2.1 e 2.2, aqui esta separação é válida.

## Resumo
| Temporada | Episódios |
| --------- | --------- |
| 1         | 13        |
| 2         | 28        |
| 3         | 10        |

## 1ª Temporada - 2012
| 01 | 01 | O Caso do Basquete "Basket Case"                         | 3 de Abril de 2010  |
| Porter Jackson é um anjo em treinamento com a missão de transformar o azarado Carl Montclaire no garoto mais popular da escola. Para isso, Carl precisa vencer uma partida de basquete contra o capitão do time da escola.                               |    |                                                          |                     |
| 02 | 02 | Ela Me Cegou Com A Ciência "She Blinded Me With Science" | 3 de Abril de 2010  |
| Quando Carl se livra de seu amigo Alex para ser parceiro de laboratório da menina mais bonita da escola, Brittany, Porter usa um feitiço para fazer Carl enxergar a situação de uma maneira totalmente diferente.                                        |    |                                                          |                     |
| 03 | 03 | Saindo de Uma Fria "Getting Out Of Dodge"                | 11 de Abril de 2010 |
| Depois de Carl levar uma surra no jogo de Queimada, Porter dá para ele a habilidade de magicamente se esquivar de qualquer coisa, boa ou ruim, inclusive tarefas, trabalhos de casa e até de seu primeiro beijo!                                         |    |                                                          |                     |
| 04 | 04 | Líder de Torcida "Cheer Me Up"                           | 18 de Abril de 2010 |
| Porter usa mágica para que Carl consiga entrar no grupo dos líderes de torcida da escola, mas as habilidades de Carl como animador vão o fazer saltar para um mundo cheio de armações e pom-pons.                                                        |    |                                                          |                     |
| 05 | 05 | O Show de Talentos "One Flu Over the Talent Show"        | 25 de Abril de 2010 |
| Carl, Porter e Jane organizam um show de talentos beneficente mas, quando a atração principal cai fora, parece que Carl vai ter que subir no palco para salvar o dia.                                                                                    |    |                                                          |                     |
| 06 | 06 | Carl de Vestido "Hold the Dressing"                      | 2 de Maio de 2010   |
| Porter magicamente ajuda Carl a conseguir um emprego na loja mais legal do shopping mas, antes que Carl possa aproveitar a nova atividade, ele estará usando um vestido a caminho da passarela de um desfile de moda.                                    |    |                                                          |                     |
| 07 | 07 | Clones "Spinner and the Saint"                           | 9 de Maio de 2010   |
| Carl e Porter estão de castigo e, para que Carl possa ser o DJ da festa da escola, Porter cria clones mágicos dos dois para que fiquem em seus lugares em casa. Mas parece que os clones estão mais interessados em curtir a festa do que ficar em casa. |    |                                                          |                     |
| 08 | 08 | Acordo Cabeludo "Big Hairy Deal"                         | 16 de Maio de 2010  |
| Carl quer saber o que é ser maduro então, magicamente, Porter dá-lhe uma barba e, antes que Carl possa se dar conta, ele é o descolado novo professor substituto da escola!                                                                              |    |                                                          |                     |
| 09 | 09 | Porter Jackson Nunca Perde "Porter Jackson Can't Lose"   | 23 de Maio de 2010  |
| Jane escolhe Carl como seu companheiro de chapa nas eleições da escola, mas quando eles batem de frente com o Clube do Esquí, Porter é inconscientemente forçado a concorrer com eles.                                                                   |    |                                                          |                     |
| 10 | 10 | Espírito Escolar "School Spirit"                         | 30 de Maio de 2010  |
| Depois de uma série de incidentes embaraçosos na venda de bolos, Carl pede à Porter que ele use sua mágica para que Angela não seja mais sua mãe. Como resultado do pedido, Carl acaba indo parar em uma realidade alternativa onde ele nunca existiu.   |    |                                                          |                     |
| 11 | 11 | Repetições "Do Over"                                     | 6 de Junho de 2010  |
| Depois de uma apresentação desastrosa, tudo o que Carl quer é uma chance para refazê-la. Porter realiza o seu desejo, mas não se dá conta de que o tempo mágico é temperamental e acaba fazendo com que Carl fique preso.                                |    |                                                          |                     |
| 12 | 12 | Famoso Demais "Almost Too Famous"                        | 13 de Junho de 2010 |
| Cansado de passar desapercebido em torno da escola, Carl pede à Porter que o transforme, magicamente, no centro das atenções. Até que Carl se dá conta de que a fama não é tudo o que ele esperava que fosse.                                            |    |                                                          |                     |
| 13 | 13 | Dentro e Fora do Palco "Dramarama"                       | 20 de Junho de 2010 |
| Carl quer participar da peça teatral de Jane para conseguir um beijo de Britanny, que interpreta o papel principal, Mas Jane escala Porter como par de Brittany, levando o drama para o palco e fora dele.                                               |    |                                                          |                     |

## 2ª Temporada 2.1
| 01 | 14 | Enfeitiçado "Under Her Spell"                                                   | 28 de Janeiro de 2011   |
| Dennis descobre ser Denise Simmons, uma AET perdida há mais de 1400 anos, presa naquele fantoche. Carl fica com vergonha de falar com Jane, por quem está apaixonado (desde o episódio 13-1 Dentro e Fora do Palco), e Porter decide trocar de corpo pra falar em seu lugar, mas nessa hora Dennis/Denise surge pra se despedir antes de partir. Assim Dennis/Denise troca de corpo com Carl. Após várias transfusões mágicas, Denise volta à sua forma original de AET, mas ela ainda não possui missão. |    |                                                                                 |                         |
| 02 | 15 | Mim Carl, Você Jane "Me Carl, You Jane-ish"                                     | 5 de Fevereiro de 2011  |
| Carl, em mais uma de suas tentativas pra falar com Jane, aceita cobrir ela na aula do zangado professor de história, enquanto ela vai a um congresso. Para isso, Denise clona Jane, só que a magia dá errado e ela vira uma tonta. Porter acaba estragando suas chances de ter uma missão, assim Denise perde sua credibilidade, mas ganha chances positivas após com Porter ajudar Carl em seu trabalho. |    |                                                                                 |                         |
| 03 | 16 | Para Serge Com Amor "To Serge with Love"                                        | 12 de Março de 2011     |
| Bianca, uma garota do intercâmbio visita o colégio Bennet, e Carl é enfeitiçado para entender sua língua e virar seu "tradutor", mas em uma confusão, ela se apaixona por ele, e Serge por ela, envolvendo Carl num Triângulo Amoroso. Enquanto isso, Cassabi, Porter e Denise potencializam sua magia, e os dois últimos se desafiam pra ver quem será expulso do programa de AET's. |    |                                                                                 |                         |
| 04 | 17 | Competição de Quiz "Taking Care of Quiz-ness"                                   | 26 de Fevereiro de 2011 |
| Porter enfeitiça Carl pra se inscrever como reserva numa competição de quiz contra a principal escola rival do Colégio Bennet, o Colégio Terendale. Carl estava tranquilo pois tem medo de aparecer na tv, e nada poderia acontecer de errado. Porter é julgado por suas trapalhadas mágicas, com um sério risco de expulsão do programa AET. Os alunos de Terendale percebem estarem perdendo e sabotam Alex, que estava bem no jogo. Resta a Carl perder seu medo e ganhar o quiz. |    |                                                                                 |                         |
| 05 | 18 | Pai de Mentira "Err a Parent"                                                   | 19 de Fevereiro de 2011 |
| Houve uma excursão do Colégio Bennet, mas Porter esquece de pedir que Ângela assine e falsifica colocando o nome Art Jackson(Pai de mentira, pois anjos não tem pai). Diretor Malone liga e Carl forja Art. Mas num engano Ângela quer ve-lo e Denise se transforma em Art, mas por trás disso ela decide mandar Porter embora, pra que Dr. Cassabi concentre-se nela e e enfim tenha sua missão. |    |                                                                                 |                         |
| 06 | 19 | Leilão de Encontros "Best Before Date"                                          | 25 de Março de 2011     |
| Jane está organizando um Leilão de Encontros para ingressos um show de Fefe Dolson, tudo isso para a caridade. Porter coloca Carl como o último, pois Jane aumenta os lances em todos e ficaria com o último. Mas, ela acaba com Porter, e Britany com Carl, além de Alex com as Irmãs Listern e Serge com Denise. Após Denise cantar, Brittany tenta cantar pra Fefe e tornar-se famosa, mas é um fiasco e Carl a apoia. Em retorno, ela começa um namoro com ele, causando possíveis ciúmes em Jane. |    |                                                                                 |                         |
| 07 | 20 | Montclaire Pra Quem Quer "Montclaire on the Air"                                | 12 de Fevereiro de 2011 |
| Carl vive se queixando de que ninguém mmais o escuta, então Porter faz dele o novo locutor de rádio da escola que torna-se um sucesso, mas Diretor Malone não aprovou sua pegadinha de que ganhou um carro e fecha a rádio. Brittany se une a Jane e Denise pra cantar, mas ela canta mal. Carl começa a afazer transmissões secretas, provocando a ira de Malone. |    |                                                                                 |                         |
| 08 | 21 | Carl Cibernético "Carl+Alt+Delete"                                              | 26 de Maio de 2011      |
| Um novo aluno chega no Bennet, e está convencido de que terá a nota máxima na prova de biologia. Carl, por acidente derrama água no notebook de Jane, Porter tenta ajudar mas manda ele para dentro do objeto. Lá ele descobre sobre o gabarito roubado com o novo aluno, que o incrimina.Agora Carl precisa provar sua inocência, mesmo correndo o risco de ser deletado pra sempre. |    |                                                                                 |                         |
| 09 | 22 | Professor Assustador "Bully Elliot"                                             | 12 de Fevereiro de 2011 |
| O Treinador coloca Elliot como seu substituto proviório. Mas quando ninguémm olha, ele pega pesado com todos e ainda por cima pratica bullyng com os alunos, que temem contar a verdade. Jane tenta acabar de vez com o o clube Muy Amigo de Brittany, que dá uma "facada" pelas costas nos outros, mas obcecada por isso, ela mesma acaba praticando isso. |    |                                                                                 |                         |
| 10 | 23 | Presos no Filme "Reel Trouble"                                                  | 22 de Abril de 2011     |
| Jane encarrega Carl de ver o filme Cosmonauta Clair 3-D e ver se há algum erro no DVD. Mas Porter, acidentalmente traz o pirata espacial Bruce do filme pra vida real. Após isso, ele leva Jane pro filme vestida da Cosmonauta Claire, para acabar com ela. Agora, Carl entra no filme para tentar resgata-la. |    |                                                                                 |                         |
| 11 | 24 | O Feitiço do Beijo "Magical Kiss-Tery Tour"                                     | 15 de Junho de 2011     |
| Carl descobre a existência do "Feitiço do Beijo", onde a pessoa encantada cria coragem pra beijar o amado. Mas ele beija Melissa, pois a magia só acontece se você não beijou a pessoa ainda (o que aconteceu em 1-13 Dentro e Fora do Palco). Isso resulta numa febre de beijos até que duas pessoas que se gostem vejam fogos de artifício, a magia acaba em Jane e Porter, pois Jane gosta dele. Carl descobre e depois se declara pra Jane, que se decepciona depois. Na cena final, Denise aparece e diz que nunca beijou, e que Carl é sortudo por já ter beijado duas vezes, daí eles se beijam e Denise vê fogos de artifício. |    |                                                                                 |                         |
| 12 | 25 | Todos os Lagartos Vão Para o Céu, (Parte 1) "All Lizards Go to Heaven (Part 1)" | 14 de Março de 2011     |
| Carl pisa sem querer no lagarto de Becky, e Porter o revive, só que esse feitiço é proibido e o Agente 45 desce à terra para prende-lo. Mas Carl, sem intenções culpa Denise. Após isso, Porter assume a culpa e Denise é libertada. Na hora do julgamento, como primeira testemunha Porter traz Carl, oque é proibido trazer humanos pra cima. |    |                                                                                 |                         |
| 13 | 26 | Todos os Lagartos Vão Para o Céu, (Parte 2) "All Lizards Go to Heaven (Part 2)" | 14 de Março de 2011     |
| Carl acaba testemunhando e piorando a situação, e tenta convencer à Denise ajuda-lo, mas ela não abre mão. Porter está prestes a ser expulso, mas na hora Carl, Denise e outros anjos chegam pra tentarem salva-lo. |    |                                                                                 |                         |

## 2ª Temporada 2.2
| 01 | 27 | Raquete Mágica "Without a Paddle"                              | 22 de Outubro de 2011  |
| Denise está apaixonada por Carl, oque já era de se esperar,(ver episódios 11 a 13 2.1). Acontece uma nova competição do Colégio Bennet contra o Colégio Tenrendale, onde o perdedor limpa o chão da escola rival por um mês. Denise enfeitiça a raquete mágica de Carl, mas após um incidente, ele acaba parando num mundo paralelo onde tudo é devagar. No final, Carl e Denise começam a namorar proibidamente, pois anjos e humanos não podem ficar juntos. |    |                                                                |                        |
| 02 | 28 | Dança de Mão "Hands Solo"                                      | 15 de outubro de 2011  |
| Alex terá que lutar pela realeza Rodriguez, mas ele quebra o braço. Porter coloca a marca dos Rodriguez, uma girafa no braço, em Carl pra substitui-lo. O Treino foi fácil, mas se ele ganhar terá que ir pra longe. Brittany tenta conquistar Alex e Carl, pra se tornar da realeza se eles ganharem, mas Porter a engana fazendo o oposto. Jane e Serge disputam pra ver quem é o melhor em tudo.                                                            |    |                                                                |                        |
| 03 | 29 | Realidade de Mentira "Reality Bites"                           | 1 de Outubro de 2011   |
| Um apresentador famoso chega no Colégio Bennet e percebe as brigas de Carl e Brittany, e cria um reality show famoso onde eles são irmãos briguentos que discutem por tudo. Mas Carl não aprova essa idéia, criando o que não existe. |    |                                                                |                        |
| 04 | 30 | Alex na Sonolândia "Alex in Slumberland"                       | 29 de Outubro de 2011  |
| Alex está hospedado na casa de Carl enquanto seus pais estão viajando, mas ele não deixa ninguém dormir. Porter joga pó do sono nele, mas ele não acorda mais! E Carl tem um encontro com Denise. Daí ele e Porter entram no sonho dele, onde Carl é duende, Porter um agente de preto, Jane uma nerd, Brittany uma rainha, e Alex, um rei, que deve dormir, pra que o real acorde. Mas Carl fica preso lá!                                                    |    |                                                                |                        |
| 05 | 31 | Clube do Susto "Fright Club (aka Hold for Halloween)"          | 8 de Outubro de 2011   |
| É Halloween e Jane faz um castelo assustador, os ingressos, com o dinheiro pra caridade. Mas ela vai na festa de Brittany pra estudar e se divertir, e deixa Carl cuidando de lá. Eles entram, Carl não se assusta facilmente, mas coisas estranhas acontecem, e todos são atacados por um dragão de fumaça negra. |    |                                                                |                        |
| 06 | 32 | Carl ou Cacau "I Carlie"                                       | 5 de Novembro de 2011  |
| Num novo encontro, Denise se irrita com Carl, pois ele zombou do jeito das garotas, pois ele diz que elas são tontas e vivem uma vida de moleza, e é imediatamente transformado numa, que consequentemente vira a paixão de Serge, e a nova líder do time de volei. Tudo parece melhor, mas será que ele prefere Carl ou Cacau, como foi chamada. |    |                                                                |                        |
| 07 | 33 | Falta Um Anjo no Céu "Heaven Must Be Missing an Angel"         | 26 de Novembro de 2011 |
| Porter está apaixonado por uma AET chamada JenJen, e age abobadamente perto dela, pior do que Carl. Ele tenta ajuda-lo com uma carta de amor, só que Denise percebe que a letra é de Carl e pensa que ele está interessado nela, ficando confinado no céu, e Porter piora tudo num encontro, afastando sua paixão. |    |                                                                |                        |
| 08 | 34 | Mais Verde Versus Poluidor "Greener-Man vs Polluter"           | 21 de Abril de 2012    |
| Serge, Porter e Carl são escalados pra fazer apresentaçõess na escola sobre o meio ambiente. Mas elas tornam-se um tédio e Porter coloca um pouco de mágica pra dar uma levantada nisso, só que ele transforma Serge no vilão Poluidor, com poderes de verdade, tornando-se mais forte a cada minuto. |    |                                                                |                        |
| 09 | 35 | Embalos de Sexta-feira À Tarde "Friday Afternoon Fever"        | 12 de Novembro de 2011 |
| Está ocorrendo uma competição pra ver quem aguenta dançar por mais tempo, o vencedor ganha 1.000.000,00 reias, que Jane quer usar pra caridade. Carl esquece do aniversário dela, e ela se enfurece trocando os pares, após isso ele é enfeitiçado a dançar sem cansar. Mas, o feitiço não tem fim, e ele só para após dois dias com antidoto, ou ele dança pra sempre, mas agora ele compete pra o recorde mundial, fazendo uma escolha.                      |    |                                                                |                        |
| 10 | 36 | Lex-Namorado "I Kinda Always Knew I'd Be Your Lex-Boyfriend"   | 4 de Janeiro de 2012   |
| Lex, o ex-namorado de Denise desce à Terra para voltar com ela, e escuta a canção que ela fez para ele na "versão Carl". Após desencontros, Srta. Stern descobre sobre o namoro de Carl e Denise, e terão que decidir se continuam e Denise é expulsa do programa AET, ou terminam para sempre. |    |                                                                |                        |
| 11 | 37 | Lucy no Céu Com o Carl "Lucy in the Sky with Carl"             | 8 de Outubro de 2011   |
| Carl encobre Porter no seu emprego doo café e conhece Lucy, uma quase AET, que está estudando sobre os humanos e vai à Terra com ele pra saber sobre os sentimentos e capacidades, mas ela mais bagunça do que atrapalha. |    |                                                                |                        |
| 12 | 38 | Em Outra Dimensão "Don't Dimension It"                         | 19 de novembro de 2011 |
| Carl está cansado da mesma monotomia sempre e Porter e Denise criam um armário mágico com vários portais pra otras dimensões, qu,e são infinitas, agora Porter e Denise tem que se encontrar e desfazer isso, ou ficam presos pra sempre, literalmente. |    |                                                                |                        |
| 13 | 39 | Tio Quem? "Malone's Your Uncle"                                | 11 de janeiro de 2012  |
| Após Carl e Denise terem terminado (ver 2.2 Lex-Namorado), ele se sente solitário e decide querer ficar com Tinsley. Descobre que ela gosta de Bad-Boys, mas ela é sobrinha do Diretor Malone! Carl age bem com ele, mas é um tremendo bad-boy pra ela, tendo uma dupla personalidade muito corrida. |    |                                                                |                        |
| 14 | 40 | Sempre Teremos o Castigo "We'll Always Have Detention"         | 18 de janeiro de 2012  |
| Carl está apaixonado por uma garota que ele conversa pelo bate-papo. Mas, essa menina misteriosa, é na verdade Brittany. Após Porter descobrir isso, ele tenta fazer com que eles tentem um possivel relacionamento, mas Denise, que ainda gosta de Carl, tenta de todas as maneiras fazer isso dar errado. |    |                                                                |                        |
| 15 | 41 | Sozinho em Casa... Com o Carl "At Home By Myself... With Carl" | 12 de Maio de 2012     |
| Serge desafia Carl nos esportes, ele gaha mas quebra a perna, Serge acha que perdeu seu orgulho e torna-se nerd. Porter coloca câmeras no colégio pra que Carl veja tudo oque acontece de sua casa, enquanto ele está engessado, e ele vê que Jane viu Porter usando mágica. |    |                                                                |                        |

## 3ª Temporada
| 01 | 42 | Esquece Isso "Forget About It"                    | 3 de Março de 2013  |
| Carl descobriu um segredo surpresa e pede que Porter apague isso da mente dele, mas ele acaba apagando a total memória dele, indo parar numa dimensão alternativa vazia (Isso de dimensões alternativas no Colégio Bennet, é bem frequente). Se ele não se lembrar de quem ele é logo, ele pode ser apagado pra sempre. No final, Carl descobre que ainda está apaixonado por Jane. |    |                                                   |                     |
| 02 | 43 | Pimentão "Pimento"                                | 10 de Março de 2013 |
| Carl perde a competição de comer sanduiches e culpa Porter pois ele comeu pimentões, oque faz ele passar mal. E Porter lhe mostra duas versões, oque aconteceria se ele ganhasse sem magia, ou perdesse com ela. |    |                                                   |                     |
| 03 | 44 | Praticando Romance "Practical Romance"            | 17 de Março de 2013 |
| Carl irá sair com uma garota que ele acha a namorada perfeita, Sarah, mas perdeu a pratica do romance, num treino com Jane, eles se beijam fazendo com que Jane descubra ter sentimentos por ele. Oque acaba complicando entre Carl decidir se Sarah é realemente quem ele godsta ou ele volta a ter os sentimentos por jane |    |                                                   |                     |
| 04 | 45 | Anúncio de Dispensa "Announce of Prevention"      | 24 de Março de 2013 |
| Os anúncios do Diretor Malone estão um verdadeiro tédio, então Carl e Brittany decidem ajudar. Mas cada um quer o programa de seu jeito e competem pra saber o mmelhor, mas Brittany ganha, precisando de Carl, pois o inspetor verá se Malone é realmente um bom diretor, ou será expulso. |    |                                                   |                     |
| 05 | 46 | O Que Eu Gosto Em Você "What I Re-Like About You" | 31 de Março de 2013 |
| Jane continua com suas dúvidas se realmente gosta de Carl (ver 3-3 Romance Treino), e pede pra que Brittany a ajude a ficar com ele, tentando ser reaparada, mas Carl acha que ela está louca, magoando-a. Até que o mesmo também procura Brittany pra ajuda-lo. |    |                                                   |                     |
| 06 | 47 | A Memória da Jane "Angel on Hippocampus"          | 14 de Abril de 2013 |
| O Agente 45 descobre que Jane sabe sobre a magia e decide apagar toda a sua memória, pois ele lembra que ela é jornalista, e corre o risco de contar tudo (oque ela tentou fazer em 2.2 Sozinho em Casa com o Carl). Agora eles precisão evitar isso, ou Jane esquecerá de tudo e todos pra sempre. |    |                                                   |                     |
| 07 | 48 | Fazendo Fila "Cosmonaut Claire 3-D"               | 28 de Abril de 2013 |
| Carl, Porter e Jane estão na fila pra ver o novo filme Cosmonauta Clair 3-D, e só podem os 20 primeiros da fila ou os que tiverem as três jóias ganhas por perguntas acertadas. Daí Porter cria uma mochila mágica, onde dentro eles veem oque mais querem depois do filme pra saairem da fila. Brittany entra no carro do ator que faz o Pirata Espacial Bruce (ver 2.1 Presos no Filme), e o chantageia pra que ela posssa pisar no tapete vermelho, dentre confusões com o Suco Surpresa, que ela fotografou. |    |                                                   |                     |
| 08 | 49 | Debate do Coração "Total Debate of the Heart"     | 5 de Maio de 2013   |
| Haverá um debate do colégio Bennet contra novamente seu rival Terendale. Eles sabotam Jane e Carl, pois uma das competidoras beija Carl, pra que Jane perca o controle, isso também provoca o relacionamento deles e Carl terá que dizer oque realmente sente, como chance de vencer e reconquistar-la. |    |                                                   |                     |
| 09 | 50 | Serge, o Inteligente "Flowers for Sergernon"      | 18 de Maio de 2013  |
| Porter cria um lápis mágico para Carl escrever em um teste pois está com os dedos dormentes de tanto jogar video-game, mas Serge rouba-o, resultando em Serge marcando 100% da média e Carl 3%, dando aos dois como expulsos. Eles devemm refazer o exame, mas desta vez Serge marca 110%, dando que o lápis tornou-o muito inteligente. Porter divide Serge em Cientifico e Atleta, tentando destruir o primmeiro e deixando o segundo como o normal. |    |                                                   |                     |
| 10 | 51 | Viva e Deixe Voar "Live and Let Fly"              | 25 de Maio de 2013  |
| Carl e Jane tem asbordagens pra se convidarem ao baikle, e Serge convida Melissa, mas Brittany interrompe isso. Denise descobre que tem uma missão AET. No baile de formatura, o tempo para, e os anjos descem para buscar Porter - ele completou sua missão de fazer Carl o aluno mais popular do Bennett. Os dois amigos dão uma despedida emocional. À Porter é concedido suas asas e sobe para o céu com as Irmãs Listern, que foram os anjos da guarda de Porter o tempo todo. A confirmação de Carl como popular é quando ele é eleito Rei do Baile (Brittany é a Rainha). Embora a tradição diz que o Rei e a Rainha fazem a primeira dança, ele dança com Jane. Em uma cena pós-créditos, Denise descobre que, para seu desgosto, sua missão é Brittany. |    |                                                   |                     |